# 黃平洋
黃平洋（1962年11月13日—），為一名台灣前棒球運動員，1980至1990年代間為台灣著名投手，被稱為「金臂人」。2010年代表中國國民黨當選臺北市議員（第一選區），後以些微差距連任失利，自此淡出政壇。

## 球員生涯時期
黃平洋就學於高雄市鼓岩國小、花蓮縣美崙國中。國小時為榮工青少棒球員，1978年奪得LLB世界青少棒錦標賽冠軍，原為捕手，後來改練投手；青棒時期仍然屬於榮工體系, 就讀於中華中學，1981年獲選中華青棒代表隊國手，勇奪LLB世界青棒錦標賽冠軍，更獲選為大會明星球員，並奪得「最佳投手」的榮譽。當時黃平洋球速已經有時速140公里以上的實力，在歡迎野宴中，他以「李小龍」式的舞姿，大跳Disco。 
1981年加入輔大、陸光等擁有輝煌棒球傳統的成棒隊，成為中華成棒代表隊國手，多次參加亞錦賽、洲際盃、世界盃、奧運等重大國際棒球賽事中大放異彩，成了繼二郭一莊後，中華隊陣中不可或缺的主力投手。尤其1987年的亞錦賽，黃平洋先後擊敗韓國、日本兩大勁旅，中華隊以五勝一負戰績登上王座，因表現優異，奪下大會「最有價值球員」，是中華隊參加亞錦賽以來首位獲此殊榮的選手。1988~1989年加盟日本社會人野球日本通運浦和隊。

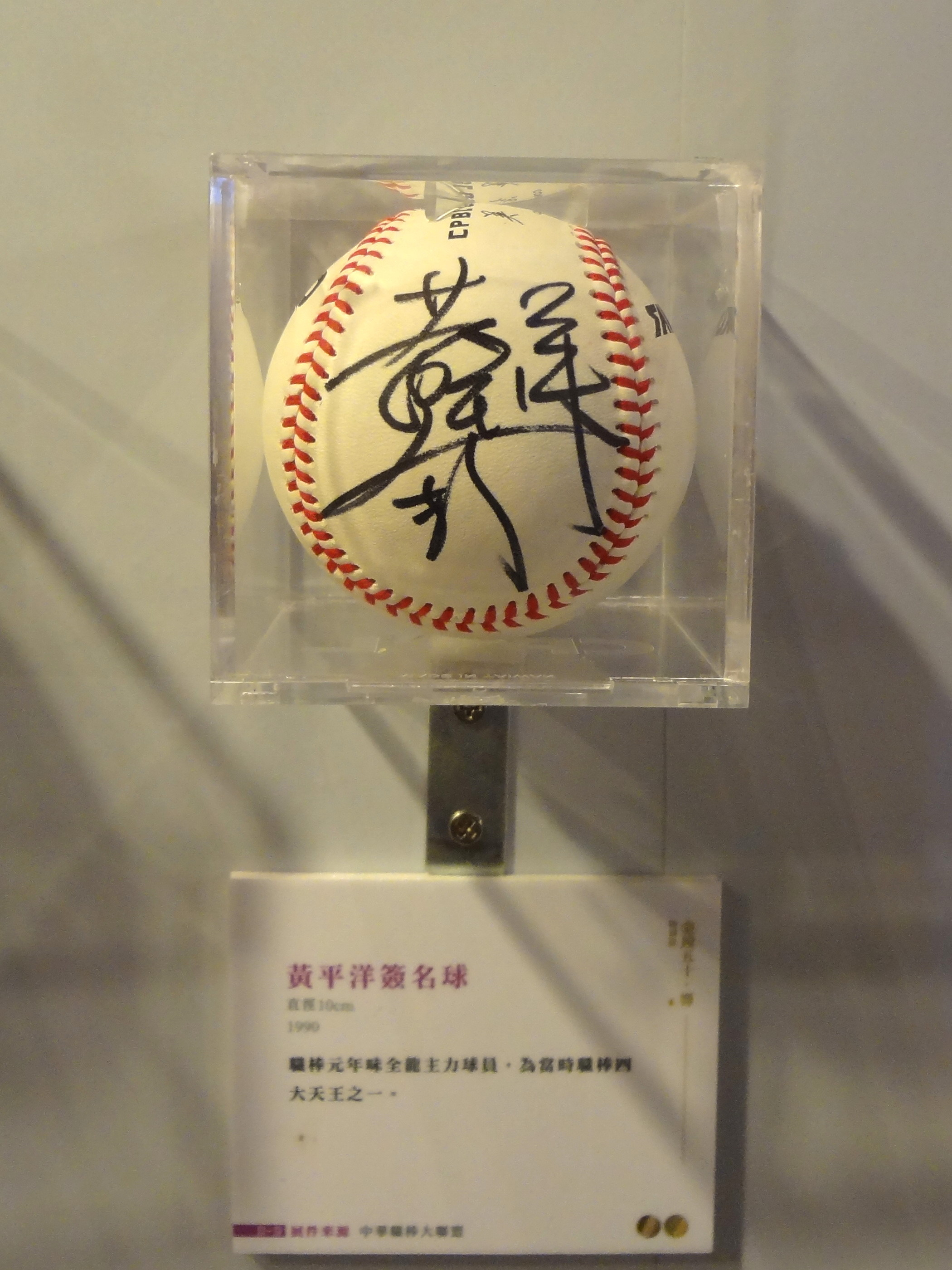
1990年黃平洋簽名球

1990年（中華職棒元年）黃平洋加盟味全龍隊後，成為龍隊最倚重的主力球員，拿下二十勝的成績，因擅長變化球，球路變化多端，人稱『七彩變化球』，包含了詭異的“指關節球”。1991年開始，黃平洋與陳義信開始了3年的競爭，男子漢的對決至今仍為球迷津津樂道，兩人與謝長亨、涂鴻欽並稱當時的「四大天王」。
職棒元年至職棒五年，黃平洋為全聯盟最高薪的待遇，也為龍隊帶回中職元年總冠軍，但因為過度使用造成手臂疼痛，最有名的例子便是1991年中華職棒總冠軍賽黃平洋一人力抗統一獅，第一戰九局完投勝、第四戰十四局完投敗（統一獅不僅追平戰局，還在第五戰率先聽牌）第六戰九局完投完封勝、第七戰後援但手臂過勞導致被大局擊倒。雖然球隊衛冕失利，黃平洋仍獲得了當時頒發的總冠軍賽最佳投手獎。
1995年5月中，黃平洋赴美接受手術，將左手肌腱取一條移植到右手，又經過兩年漫長而痛苦的復健。
1996年12月15日，黃平洋與呂明賜、李安熙、孫昭立、郭建霖轉戰台灣大聯盟。1997年黃平洋在台灣大聯盟開幕戰重現了與陳義信對決的著名場面。
2003年兩職棒聯盟合併，黃平洋被「叛將條例」拒於門外，無法繼續棒球生涯。退出球場後的黃平洋，選擇在天母棒球場附近開設「黃平洋鐵路便當」。
2008年，曾傳聞米迪亞暴龍計畫聘任黃平洋為投手教練，但米迪亞最後聘用劉家齊與林琨瑋為投手教練，黃平洋仍專心經營便當生意。

### 球路
黃平洋最著名的“七彩變化球”。根據他自己認為有以下七種球路：
1. 直球（球速最高達146km/h）
2. 曲球/滑球（黃將滑球、曲球歸為同類，實戰上會視情況改變球種速度和手腕角度）
3. 變速球（圈指變速球）
4. 指叉球
5. 內角下墜球（伸卡球）
6. 彈指球（蝴蝶球）
7. 四縫線上飄球（噴射球）

### 職棒特殊事蹟
- 職棒生涯共投出15場無四死球比賽，為聯盟之最。
- 在2012年參與電影《球愛天空》的演出。

## 職棒生涯成績

#### 中華職棒
- (粗黑體字為該年度最佳或最高成績)

| 年度 | 球隊   | 出賽 | 先發 | 勝投 | 敗投 | 完投 | 完封 | 救援 | 中繼 | 奪三振 | 四死 | 投球局數 | 責失 | 防禦率 |
| ---- | ------ | ---- | ---- | ---- | ---- | ---- | ---- | ---- | ---- | ------ | ---- | -------- | ---- | ------ |
| 1990 | 味全龍 | 39   | 24   | 20   | 8    | 17   | 3    | 5    | －   | 177    | 52   | 246.0    | 61   | 2.23   |
| 1991 | 味全龍 | 28   | 23   | 13   | 9    | 20   | 2    | 4    | －   | 111    | 50   | 210.0    | 44   | 1.89   |
| 1992 | 味全龍 | 34   | 19   | 13   | 8    | 9    | 0    | 3    | －   | 89     | 59   | 174.0    | 72   | 3.72   |
| 1993 | 味全龍 | 32   | 28   | 17   | 11   | 23   | 2    | 2    | －   | 184    | 62   | 244.0    | 55   | 2.03   |
| 1994 | 味全龍 | 13   | 7    | 2    | 6    | 0    | 0    | 0    | －   | 29     | 23   | 47.0     | 30   | 5.75   |
| 1995 | 味全龍 | 1    | 1    | 0    | 0    | 0    | 0    | 0    | －   | 1      | 1    | 3.1      | 0    | 0.00   |
| 1996 | 味全龍 | 3    | 1    | 0    | 0    | 0    | 0    | 0    | －   | 2      | 0    | 3.0      | 0    | 0.00   |
| 合計 | 7年    | 150  | 103  | 65   | 42   | 69   | 7    | 14   | 0    | 593    | 247  | 927.1    | 262  | 2.54   |

#### 台灣大聯盟
| 年度    | 球隊     | 勝投 | 敗投 | 防禦率 | 出賽場次 | 先發 | 完投 | 完封 | 救援 | 局數  | 被安打 | 失分 | 自責 | 四死 | 三振 |
| ------- | -------- | ---- | ---- | ------ | -------- | ---- | ---- | ---- | ---- | ----- | ------ | ---- | ---- | ---- | ---- |
| TML元年 | 聲寶太陽 | 7    | 7    | 5.226  | 23       | 20   | 2    | 0    | 0    | 113.7 | 122    | 77   | 66   | 40   | 83   |
| TML2年  | 聲寶太陽 | 6    | 4    | 2.640  | 23       | 18   | 1    | 0    | 0    | 119.3 | 116    | 42   | 35   | 21   | 92   |
| TML3年  | 聲寶太陽 | 8    | 7    | 4.642  | 22       | 17   | 0    | 0    | 2    | 116.3 | 125    | 68   | 60   | 22   | 68   |
| TML4年  | 聲寶太陽 | 11   | 3    | 3.404  | 20       | 17   | 2    | 0    | 0    | 116.3 | 126    | 53   | 44   | 27   | 84   |
| TML5年  | 誠泰太陽 | 5    | 5    | 3.544  | 17       | 11   | 4    | 1    | 2    | 86.3  | 110    | 49   | 34   | 31   | 53   |

## 議員生涯時期
2010年，黃平洋代表中國國民黨參選台北市議員，最後順利當選進入台北市議會。
2013年，被爆料與庹宗華的妻子陳思（兩者後來離婚）過從甚密，同年11月，陳思甚至跑到黃平洋家與元配羅書華嗆聲，黃平洋解釋跟陳思是朋友關係且聯絡只是選民服務，但此事件之後，黃平洋與羅書華簽字離婚。
2014年10月4日，黃平洋與香港名廚劉友穩合作開設的『平洋友記─麻辣．咖哩養生鍋』正式開賣。
2014年11月29日，黃平洋以不足九百票之差成為選區落選頭，連任失利。

## 選舉紀錄
| 年度 | 選舉屆數               | 選舉區           | 所屬政黨   | 得票數 | 得票率 | 當選標記 | 備註 |
| ---- | ---------------------- | ---------------- | ---------- | ------ | ------ | -------- | ---- |
| 2010 | 第十一屆台北市議員選舉 | 台北市第一選舉區 | 中國國民黨 | 15,618 | 5.24%  |          |      |
| 2014 | 第十二屆台北市議員選舉 | 台北市第一選舉區 | 中國國民黨 | 11,451 | 3.75%  |          |      |

## 外部連結
- 黃平洋的Facebook專頁
- 黃平洋的Facebook專頁
- 黃平洋在中華職棒
- 黃平洋在Baseball-Reference.com（小聯盟以及海外聯盟）（英语）
- 黃平洋在Olympedia（英语）

| 前任： 聯盟新成立    | 中華職棒勝投王 1990年                        | 繼任： 陳義信      |
| 前任： 聯盟新成立    | 中華職棒年度最多奪三振 1990年                | 繼任： 瑞奇        |
| 前任： 史東          | 中華職棒防禦率王 1991年                      | 繼任： 牛沙勒      |
| 前任： 瑞奇          | 中華職棒年度最多奪三振 1993年                | 繼任： 威爾        |
| 前任： 球隊首位 史東 | 味全龍開幕戰先發投手 1990年 1992-1994年      | 繼任： 史東 陽介仁 |
| 前任： 陳義信        | 中華職棒明星賽明星紅隊先發投手 1996年        | 繼任： 郭源治      |
| 前任： 首位 陳義信   | 中華職棒明星賽明星白隊先發投手 1990年 1993年 | 繼任： 謝長亨 王漢 |